# 浙江大学软件学院
浙江大学软件学院是浙江大学的一个学院，现属于信息学部。学院前身是于2001年2月27日在杭州与宁波两地同时挂牌成立的浙江大学软件与网络学院，2001年12月学院成为教育部和国家发展计划委员会批准的首批35所国家示范性软件学院之一，并更名为软件学院。

## 概况
浙大国家示范性软件学院在杭州和宁波两地办学：杭州办学地在浙江大学玉泉校区，主要培养本科生。宁波办学地在宁波国家高新区，主要培养研究生。至2009年底，软件学院已经形成9个专业方向，在校生规模2000余人。
软件学院的培养理念为造就“Computer+X”和“X＋Info”复合型人才，培养高端的应用型、复合型、国际化的软件工程技术与管理人才。